# Aicha an der Donau
Aicha an der Donau (amtlich: Aicha a.d.Donau) ist ein Ortsteil der Stadt Osterhofen im Landkreis Deggendorf.

## Lage
Das Pfarrdorf liegt an der Donau ungefähr fünf Kilometer nördlich von Osterhofen und darf nicht mit dem nur wenige Kilometer entfernten Aicha vorm Wald verwechselt werden.

## Geschichte
Der Name geht laut Klämpfl, zu dessen Zeit (1854) der Ort 34 Häuser zählte, auf die ursprüngliche Lage in einem Eichenwald zurück. 1149 wurde durch Papst Eugen III. dem Kloster Niederaltaich der Besitz einer Kirche in Aicha bestätigt. Bereits 1261 wurde Aicha, zuvor Filiale von Schwarzach bei Hengersberg, eine eigene Pfarrei, der die Filialen Thundorf und Münchsdorf unterstellt waren. Thundorf wurde aber später dem Kloster Niederaltaich inkorporiert.
Aicha bildete eine offene Hofmark im Landgericht Osterhofen. Der Ort wurde 1634 bis Anfang 1635 und erneut 1649 von der Pest heimgesucht, jedoch nicht ganz so schlimm wie das Nachbardorf Thundorf, wo 1662 bis auf drei Einwohner, alle von der Krankheit dahingerafft wurden. Die Aichaer versorgten damals die Nachbarn mit Lebensmittel, die bis 200 Meter vor Thundorf, immer an dieselbe Stelle gebracht und dort zum Abholen abgelegt wurden. Später wurde um 1889 dort die Quirinsäule (auch Pestsäule genannt) vom Heimatforscher Josef Reithmeier errichtet.
Zu Beginn des 18. Jahrhunderts entstand in Aicha ein Wirtshaus, in dem die Schiffsleute einkehrten. Als die Donau ihren Lauf mehr östlich nahm, brach man einen Teil des Wirtshauses 1819 ab.
Mit dem Gemeindeedikt von 1818 wurde die Gemeinde Aicha geschaffen. Sie umfasste die Dörfer Aicha, Haardorf und Thundorf. 1821 kamen die Dörfer Mühlham, Ruckasing, Kuglstatt, Polkasing und Schwaig dazu.
Bis zum Bau des großen Dammes 1930 bis 1933 wurde Aicha, das eine eigene politische Gemeinde war, häufig von der Donau überschwemmt. Die Ortschaft wurde von zwei großen Hochwässern (1940 und 1954) heimgesucht, bei denen das Vieh in die umliegenden Dörfer evakuiert wurde, sowie die Kinder zu weiter entfernt wohnenden Verwandten in Sicherheit gebracht wurden.
Im Jahre 1933 wurde das Pumphaus aus Granitsteinen erbaut, dass das Erscheinungsbild von Aicha entscheidend mitprägt.
Der Donaudamm wurde später noch stärker befestigt und Wege bzw. Straßen entlang errichtet, die nicht nur als Überschwemmungsschutz, sondern auch dem Donauradweg dienen.
Am 14. Juli 1962 wurde die Spvgg Aicha vom 1. Vorstand Max Rauscher mit Spielern aus Aicha, Thundorf, Haardorf und Niedermünchsdorf gegründet.
Am 1. Mai 1978 wurde die Gemeinde Aicha an der Donau im Zuge der Gebietsreform in Bayern in die Stadt Osterhofen eingegliedert.

## Sehenswürdigkeiten
- Die Pfarrkirche St. Thomas entstand um 1500. Die später barockisierte Kirche besitzt einen Hochaltar aus der Zeit um 1670 mit einem Bildnis vom ungläubigen Thomas. Rechts vom Altar steht eine Statue der Heiligen Jungfrau Rosalia und links vom Pestpatron dem Heiligen Rochus. Die Seitenaltäre stammen vom Anfang des 18. Jahrhunderts. Das Orgelgehäuse ist mit reichem Rokoko-Schnitzwerk ausgestattet.
- Der Pfarrhof entstand 1728 an der Stelle eines hölzernen Vorgängerbaues.

siehe auch Liste der Baudenkmäler in Osterhofen#Aicha an der Donau

## Persönlichkeiten
In Aicha an der Donau ist der Freskomaler Franz Anton Rauscher (1731–1777) geboren, der ein Schüler des berühmten Malers Egid Quirin Asam (1692–1750) war.